# Edmond Lévêque
Pour les articles homonymes, voir Lévêque.
Edmond Lévêque né le 1er juillet 1814 à Abbeville et mort le 6 janvier 1875 à Paris 18e, est un peintre et statuaire français. 

## Biographie
Monté à Paris en 1830, Edmond Lévêque étudie sous la direction de Sébastien Guersant tout en suivant les cours de David d'Angers et de François Rude aux Beaux-Arts. Principalement statuaire, il participe au Salon de 1833 à 1874 et y envoie des peintures en 1848, 1869 et 1872.
Plusieurs de ses œuvres ont été acquises par l’État, entre autres une Lesbie, qui figure au musée de Bernay, et une Andromède, placée au musée d’Amiens. On voit de lui, au Jardin des Tuileries, deux figures en marbre représentant une Diane et une Nymphe, et, au Théâtre-Français, un buste de Delphine de Girardin. Il a également exposé dans la section de peinture en 1848, 1869 et 1872.
Le 25 avril 1861, âgé de 46 ans, il épouse Clémence Lecat, d’Abbeville, âgée de 58 ans, à Paris 19e.

## Œuvres partielles

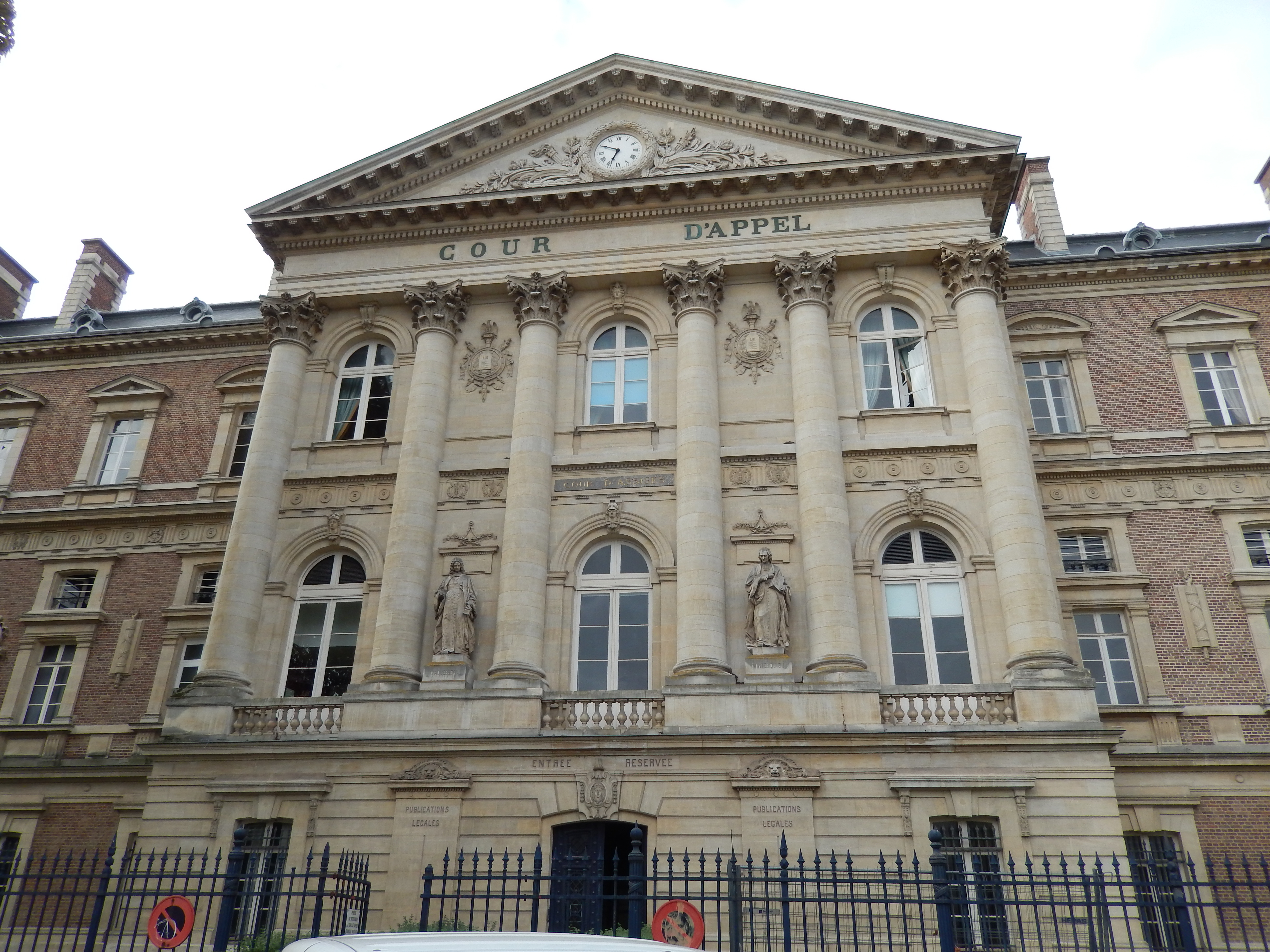
D'Aguesseau et Montesquieu, palais de justice d'Amiens.

- Amiens, façade sud-est du palais de justice :
  - D'Aguesseau, statue en pierre ;
  - Montesquieu, statue en pierre.
- Besançon, musée des Beaux-Arts
  - Amazone, statuette en plâtre patiné ;
  - Bacchante jouant avec un faune, groupe en plâtre patiné.
- Paris :
  - jardin des Tuileries
    - Nymphe, 1866, groupe en pierre ;
    - Diane chasseresse, groupe en pierre.

  - Comédie-Française : Mme de Girardin, buste en marbre.

Œuvres d'Edmond Lévêque
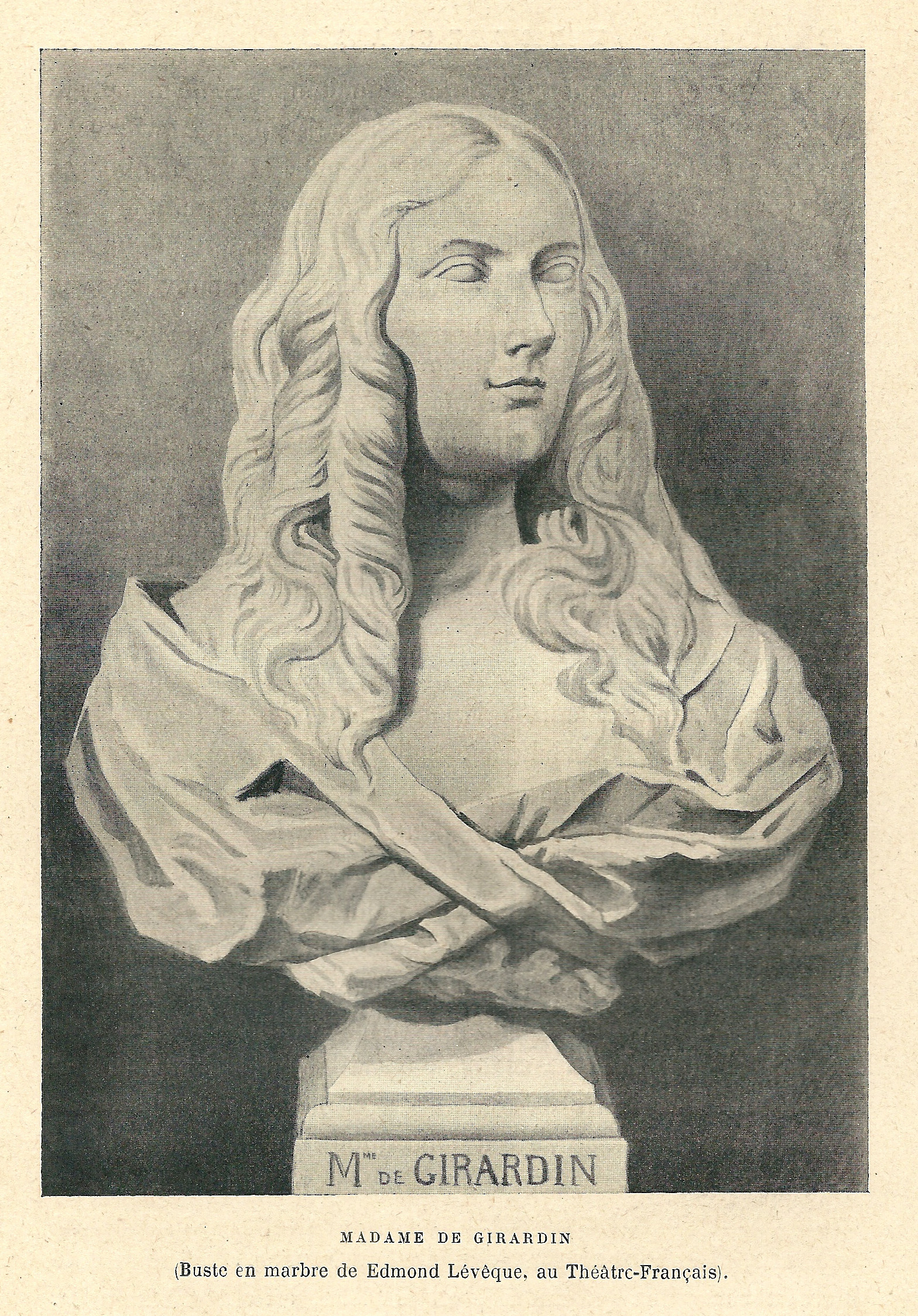
Mme de Girardin, Paris, Comédie-Française. Héliogravure d'après l'œuvre de Lévêque.
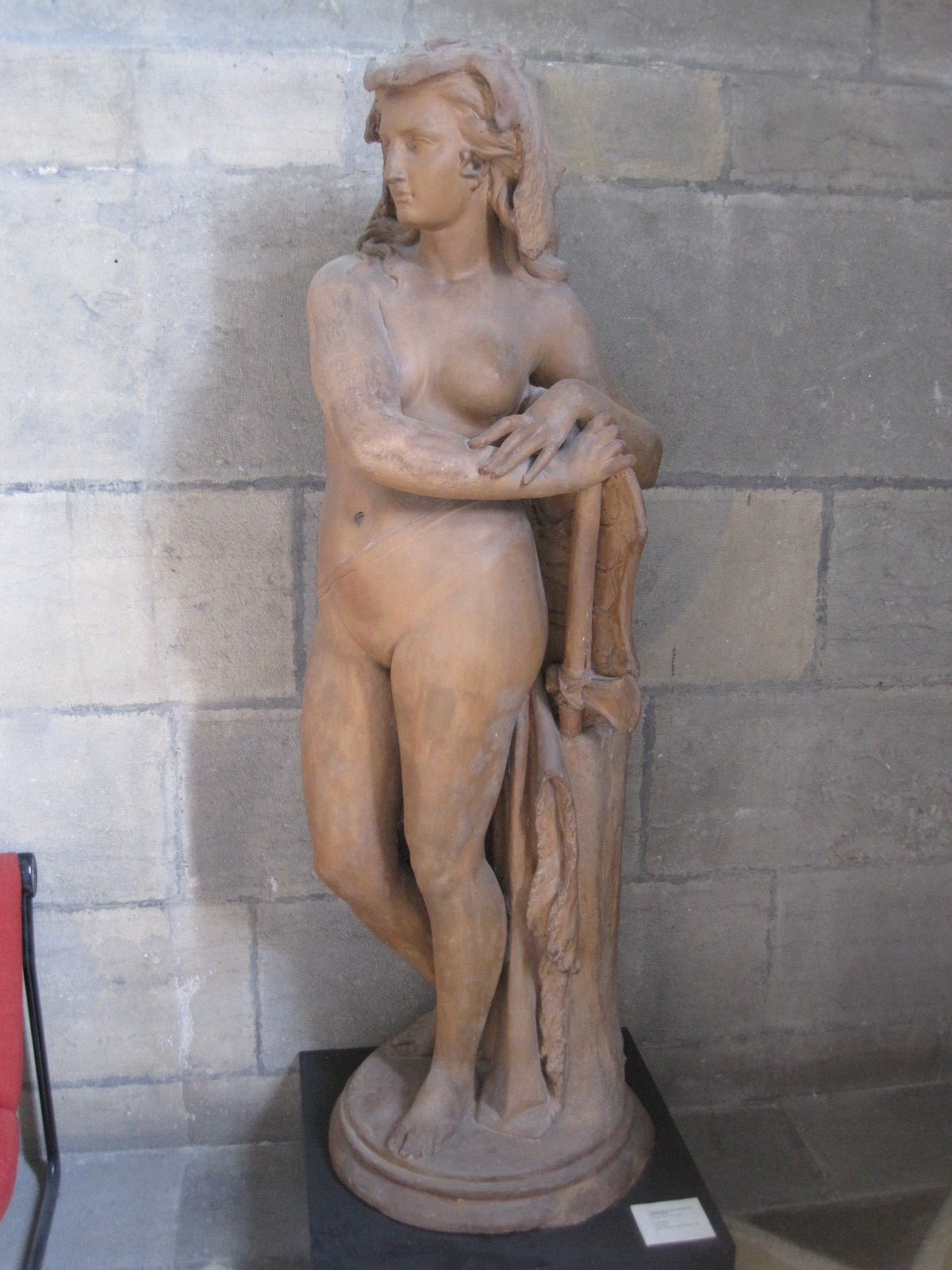
Amazone, Musée des Beaux-Arts de Besançon.
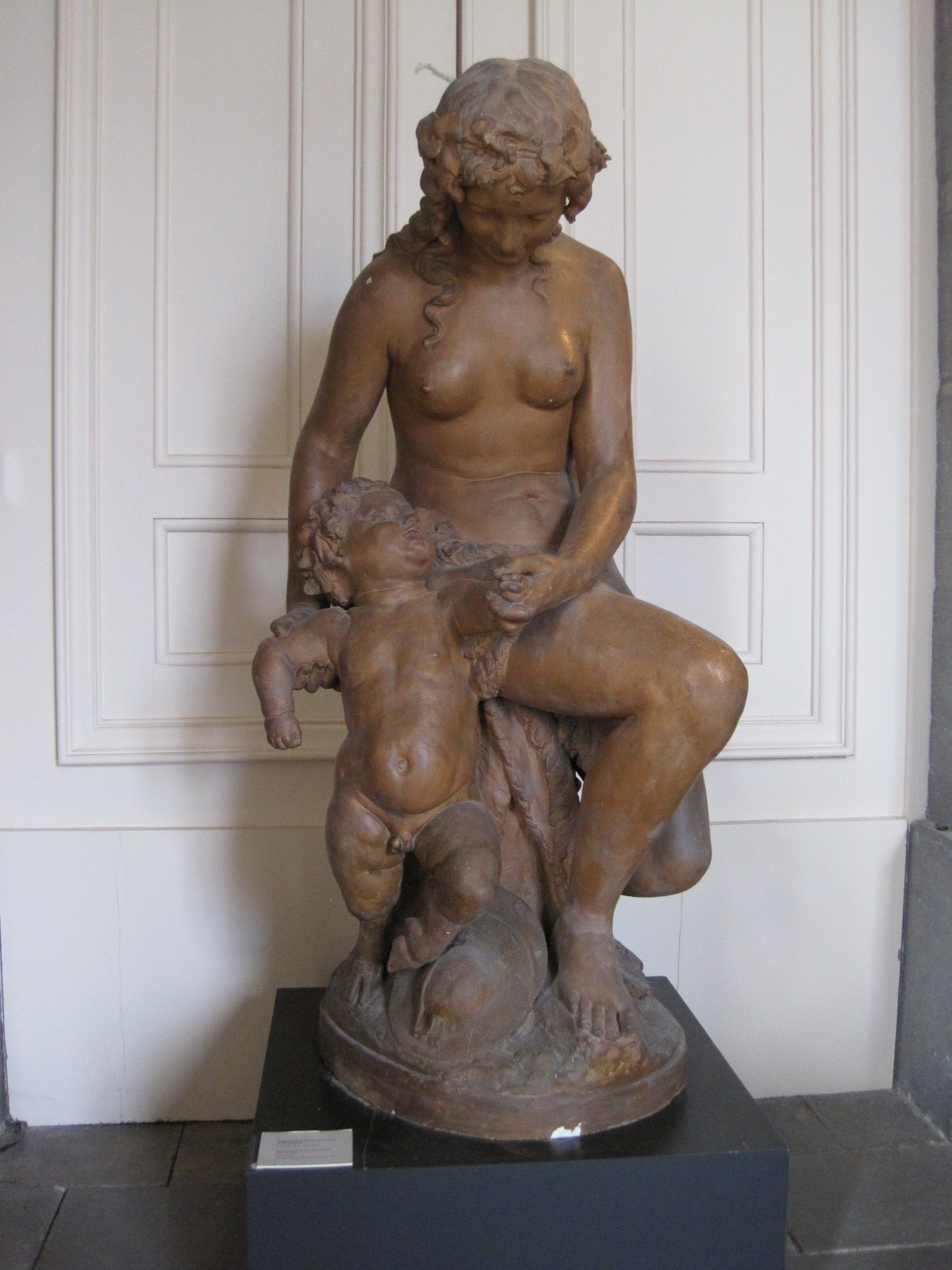
Bacchante jouant avec un faune, Musée des Beaux-Arts de Besançon.
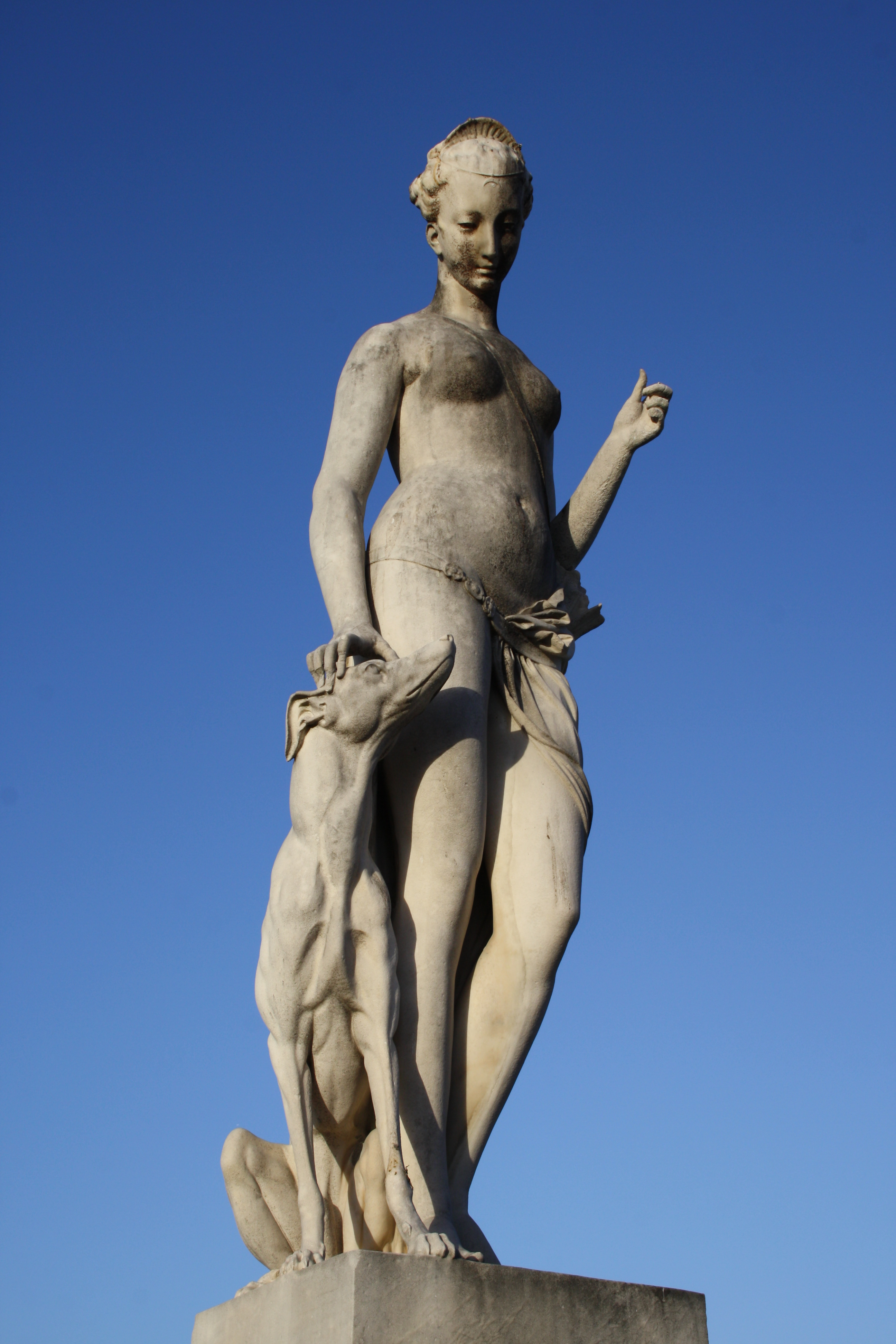
Diane chasseresse, Paris, jardin des Tuileries.
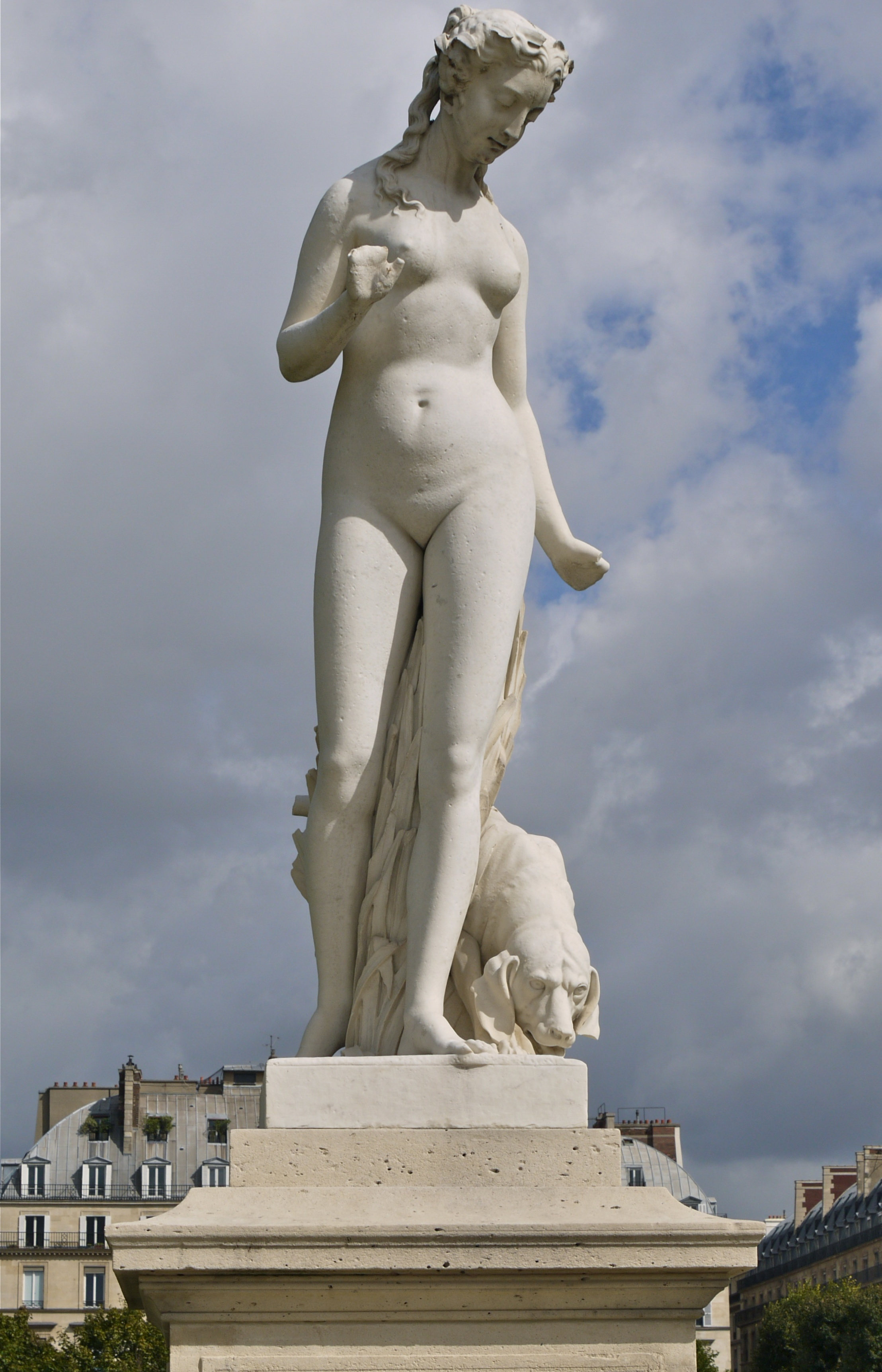
Nymphe, Paris, jardin des Tuileries.

## Iconographie
Dans les fresques murales réalisées vers 1872 par l'abbé Jean-François-Martial Dergny dans la chapelle des fonts baptismaux de l'église Saint-Gilles d'Abbeville, le peintre a donné au Père Éternel les traits de Louis-Auguste Lévêque.